# Jean Leray

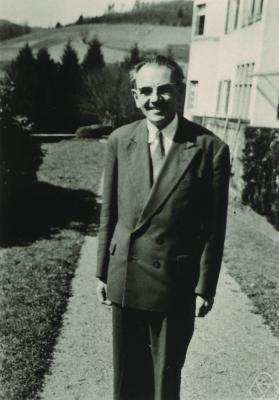
Jean Leray

Jean Leray (n. 7 noiembrie 1906 la Chantenay, aproape de Nantes - d. 10 noiembrie 1998 la La Baule) a fost matematician francez. 
Leray a fost elev al Școlii Normale Superioare. A susținut teza de doctorat în anul 1933 la Facultate de Științe din Paris  sub conducerea lui Henri Villat. Una dintre noțiunile fundamentale ale teoriei ecuațiiilor cu derivate parțiale este aceea  de ‘‘soluție slabă’’, introdusă de Leray în teza sa de doctorat. 
Leray, în colaborare cu Julius Schauder, a scris în anul 1934 articolul ‘‘Topologie et equations fonctionnelles, Ann. Ec. Norm. Sup. 51 (1934), 45-78’’.  Acest articol este piatra de temelie a Analizei funcționale neliniare și conține ceea ce astăzi numim ‘‘gradul Leray-Schauder.’’ Metoda de continuare Leray-Schauder este o consecință imediată a gradului Leray-Schauder. Prin această metodă se arată că o ecuție funcțională admite cel puțin o soluție dacă mulțimea eventualelor soluții este mărginită.
Leray a fost profesor la College de France între anii 1947 și 1978.   A devenit membru al IHES în anul 1953. A fost câștigător a numeroase premii internaționale printre care amintim: Malaxa (1938), Feltrinelli (1971), Wolf (1979), medalia Lomonossov (1988).